# پیتر دابسن
پیتر دابسن (انگلیسی: Peter Dobson؛ زادهٔ ۱۹ ژوئیهٔ ۱۹۶۴) یک هنرپیشه اهل ایالات متحده آمریکا است. وی از سال ۱۹۸۵ میلادی تاکنون مشغول فعالیت بوده‌است.

## گزیده فیلمشناسی
از فیلم‌ها یا برنامه‌های تلویزیونی که وی در آن نقش داشته‌است می‌توان به آثار زیر اشاره کرد.
- ترس‌آفرینان (۱۹۹۶)
- فارست گامپ (۱۹۹۴)
- همزاد (فیلم ۱۹۹۳) (۱۹۹۳)
- مرد در شرف ازدواج (۱۹۹۱)
- آخرین خروجی به بروکلین (فیلم) (۱۹۸۹)
- مرد متأهل
- غرق‌شدن مونا
- ۲:۲۲
- روزهای آرام در هالیوود
- لباس ساده